# Spermophora sumbawa
Spermophora sumbawa är en spindelart som beskrevs av Huber 2005. Spermophora sumbawa ingår i släktet Spermophora och familjen dallerspindlar. Inga underarter finns listade i Catalogue of Life.